# Criquetot-l'Esneval
Criquetot-l'Esneval és un municipi francès situat al departament del Sena Marítim i a la regió de Normandia. L'any 2019 tenia 2.562 habitants.

## Demografia
El 2007 tenia 2.249 habitants. Hi havia 809 famílies. Hi havia 876 habitatges: 826 habitatges principals, 22 segones residències i 28 desocupats.

## Economia
El 2007 la població en edat de treballar era de 1.354 persones, 965 eren actives i 389 eren inactives.
Dels 105 establiments que hi havia el 2007, 2 eren d'empreses extractives, 3 d'empreses alimentàries, 4 d'empreses de fabricació d'altres productes industrials, 15 d'empreses de construcció, 20 d'empreses de comerç i reparació d'automòbils, 3 d'empreses de transport, 9 d'empreses d'hostatgeria i restauració, 9 d'empreses financeres, 7 d'empreses immobiliàries, 14 d'empreses de serveis, 13 d'entitats de l'administració pública i 6 d'empreses classificades com a «altres activitats de serveis».
Dels 36 establiments de servei als particulars que hi havia el 2009, 1 era una oficina d'administració d'Hisenda pública, 1 gendarmeria, 1 oficina de correu, 3 oficines bancàries, 1 funerària, 3 tallers de reparació d'automòbils i de material agrícola, 1 taller d'inspecció tècnica de vehicles, 3 paletes, 3 guixaires pintors, 3 fusteries, 3 lampisteries, 1 electricista, 2 perruqueries, 1 veterinari, 5 restaurants, 2 agències immobiliàries, 1 tintoreria i 1 saló de bellesa.
L'any 2000 hi havia 31 explotacions agrícoles que conreaven un total de 1.188 hectàrees.

## Equipaments sanitaris i escolars
El 2009 hi havia una farmàcia i un ambulància, una escola maternal, una escola elemental i un col·legi d'educació secundària amb 805 alumnes.